# Oetosis lineata
Oetosis lineata là một loài dương xỉ trong họ Polypodiaceae. Loài này được L. Greene mô tả khoa học đầu tiên năm 1900.